# Rock Band 4
Rock Band 4 es la cuarta entrega de la saga Rock Band lanzado el 6 de octubre de 2015. desarrollado por Harmonix y distribuido por la empresa californiana Mad Catz para las plataformas Xbox One y PlayStation 4. Después de cinco años de ausencia, desde el último título sacado en 2010: Rock Band 3.
Esta entrega viene con nuevas modalidades de juego como el modo "Freestyle" que es un modo nuevo en el cual podrás tocar solos de guitarra, de batería y de canto en el juego, también viene una nueva modalidad en la cual puedes hacer prácticas de canto e identifica la afinación y tonalidad en la que cantas, también contara con nuevos controles de instrumentos diseñados para el juego.
Al igual que en los anteriores títulos, Rock Band 4 también cuenta con la importación descarga y retrocompatibilidad de canciones de las otras sagas para este título y se pueden tocar directamente, así mismo son compatibles los controles de las anteriores generaciones de consolas en este título.
La recepción de la crítica en el lanzamiento de Rock Band 4 fue positiva, con reseñas que elogiaron el juego por no desviarse significativamente de la mecánica de juego de las entregas anteriores, así como por el mayor grado de libertad creativa que ofrece la función Freestyle Solos y su retrocompatibilidad con contenido publicado anteriormente para la franquicia Rock Band. El juego también fue criticado por carecer de funciones presentes en versiones anteriores, como el modo multijugador en línea y los modos de práctica.

## Lista de canciones
Rock Band 4 cuenta con un total de 65 canciones que pueden ser descargadas exclusivamente a través del servidor en línea.
Hasta la fecha para el Xbox One se han diseñado 12 canciones exclusivas, para la PlayStation 4 10 canciones, y también vienen canciones exclusivas y pre-ordenadas y diseñadas por la empresa Amazon.
En esta edición Harmonix contará con la ayuda de los aficionados y videojugadores las canciones que soliciten a través del sitio oficial de la página, en la cual hasta el momento se previenen próximamente 30 canciones disponibles para su descarga gratuita, la mayoría son selecciones por los desarrolladores de Harmonix que aparecieron en las primeras dos ediciones de Rock Band.
A continuación se enumera la lista de canciones incluidas en el juego:
| Canción                                            | Artista                                        |
| -------------------------------------------------- | ---------------------------------------------- |
| "Caught Up in You"                                 | .38 Special                                    |
| "What's Up?"                                       | 4 Non Blondes                                  |
| "Toys in the Attic"                                | Aerosmith                                      |
| "Rock and Roll Music"                              | Chuck Berry                                    |
| "Hail to the King"                                 | Avenged Sevenfold                              |
| "Violent Shiver"                                   | Benjamin Booker                                |
| "Fever"                                            | The Black Keys                                 |
| "Milwaukee"                                        | The Both                                       |
| "Start a Band"                                     | Brad Paisley ft. Keith Urban                   |
| "Mainstream Kid"                                   | Brandi Carlile                                 |
| "Short Skirt/Long Jacket"                          | Cake                                           |
| "Friday I'm in Love"                               | The Cure                                       |
| "V-Bomb"                                           | Dark Wheels                                    |
| "Prayer"                                           | Disturbed                                      |
| "Metropolis - Part 1 'The Miracle and the Sleeper" | Dream Theater                                  |
| "Knock 'Em Down"                                   | Duck & Cover                                   |
| "Albert"                                           | Eddie Japan                                    |
| "Suspicious Minds"                                 | Elvis Presley                                  |
| "Centuries"                                        | Fall Out Boy                                   |
| "You Make Loving Fun"                              | Fleetwood Mac                                  |
| "The Feast and the Famine"                         | Foo Fighters                                   |
| "Ain't Messin ‘Round"                              | Gary Clark, Jr.                                |
| "Follow You Down"                                  | Gin Blossoms                                   |
| "Tongue Tied"                                      | Grouplove                                      |
| "I Miss the Mistery"                               | Halestorm                                      |
| "Kick It Out"                                      | Heart                                          |
| "I Am Electric"                                    | Heaven's Basement                              |
| "I Bet My Life"                                    | Imagine Dragons                                |
| "Lazaretto"                                        | Jack White                                     |
| "Recession"                                        | Jeff Allen ft. Noelle LeBlanc & Naoko Takamoto |
| "Cold Clear Light"                                 | Johnny Blazes and the Pretty Boys              |
| "Halls of Valhalla"                                | Judas Priest                                   |
| "Somebody Told Me"                                 | The Killers                                    |
| "Dream Genie"                                      | Lightning Bolt                                 |
| "Little White Church"                              | Little Big Town                                |
| "All Over You"                                     | Live                                           |
| "Turn it Around"                                   | Lucius                                         |
| "That Smell"                                       | Lynyrd Skynyrd                                 |
| "Uptown Funk"                                      | Mark Ronson ft. Bruno Mars                     |
| "The Impression That I Get"                        | The Mighty Mighty Bosstones                    |
| "The Wolf"                                         | Mumford & Sons                                 |
| "Your Love"                                        | The Outfield                                   |
| "Miracle Man"                                      | Ozzy Osbourne                                  |
| "Still Into You"                                   | Paramore                                       |
| "Light Up the Night"                               | The Protomen                                   |
| "My God Is the Sun"                                | Queens of the Stone Age                        |
| "The One I Love"                                   | R.E.M.                                         |
| "Rock and Roll, Hoochie Koo"                       | Rick Derringer                                 |
| "A Passage to Bangkok"                             | Rush                                           |
| "The Warrior"                                      | Scandal                                        |
| "No One Like You" (versión del 2011)               | Scorpions                                      |
| "Light the Fuse"                                   | Slydigs                                        |
| "Dead Black (Heart of Ice)"                        | Soul Remnants                                  |
| "Superunknown"                                     | Soundgarden                                    |
| "Little Miss Can't Be Wrong"                       | Spin Doctors                                   |
| "Birth in Reverse"                                 | St. Vincent                                    |
| "Spiders"                                          | System of a Down                               |
| "Pistol Whipped"                                   | Tijuana Sweetheart                             |
| "Cedarwood Road"                                   | U2                                             |
| "I Will Follow"                                    | U2                                             |
| "Panama"                                           | Van Halen                                      |
| "Brown Eyed Girl"                                  | Van Morrison                                   |
| "Free Falling"                                     | The Warning                                    |
| "At Night in Dreams"                               | White Denim                                    |
| "The Seeker"                                       | The Who                                        |

### Canciones pre-ordenadas
En esta lista están incluidas canciones que fueron pre-ordenadas gratuitamente por los videojugadores cuando adquirieron el juego antes de su lanzamiento y que fueron sacadas por Amazon de manera exclusiva. Estas son:
| Canción             | Artista               |
| ------------------- | --------------------- |
| "Don't Wanna Fight" | Alabama Shakes        |
| "Failure"           | Breaking Benjamin     |
| "Trainwreck 1979"   | Death from Above 1979 |
| "Follow Me Down"    | The Pretty Reckless   |

#### Descargas PlayStation 4
Para la PlayStation 4 hasta el momento están disponibles canciones exclusivas únicamente para la consola a través de la PlayStation Network. A continuación el listado: 
| Canción                                                        | Artista              |
| -------------------------------------------------------------- | -------------------- |
| "Divide"                                                       | All That Remains     |
| "Run for Cover"                                                | Blitz Kids           |
| "Throne"                                                       | Bring Me the Horizon |
| "Mona Lisa"                                                    | Dead Sara            |
| "The Reflex"                                                   | Duran Duran          |
| "Move Over"                                                    | Janis Joplin         |
| "Would You Still Be There"                                     | Of Mice & Men        |
| "Sugar, You"                                                   | Oh Honey             |
| "Cowboys from Hell" (En vivo desde el Monsters of Rock, Moscú) | Pantera              |
| "Summertime Boy"                                               | Seasick Steve        |

#### Descargas Xbox One
Para el Xbox One hasta el momento están disponibles canciones exclusivas únicamente para la consola a través de Xbox Live. A continuación el listado:
| Canción                             | Artista             |
| ----------------------------------- | ------------------- |
| "My Own Eyes"                       | "Weird Al" Yankovic |
| "What If I Was Nothing"             | All That Remains    |
| "Gimme Chocolate!!"                 | Babymetal           |
| "September"                         | Earth, Wind & Fire  |
| "All the Rage Back Home"            | Interpol            |
| "Jane"                              | Jefferson Starship  |
| "Rebellion"                         | Linkin Park         |
| "The Mephistopheles of Los Angeles" | Marilyn Manson      |
| "High Road"                         | Mastodon            |
| "One Big Holiday"                   | My Morning Jacket   |
| "King for a Day"                    | Pierce the Veil     |
| "Backwoods Company"                 | The Wild Feathers   |